# Zalando
Zalando est une entreprise de commerce en ligne allemande, spécialisée dans la vente de chaussures et de vêtements, basée à Berlin. Créée en 2008 par Rocket Internet, elle est présente dans 23 pays européens.
L'entreprise est le numéro un européen du commerce en ligne dans le secteur de la mode.

## Histoire

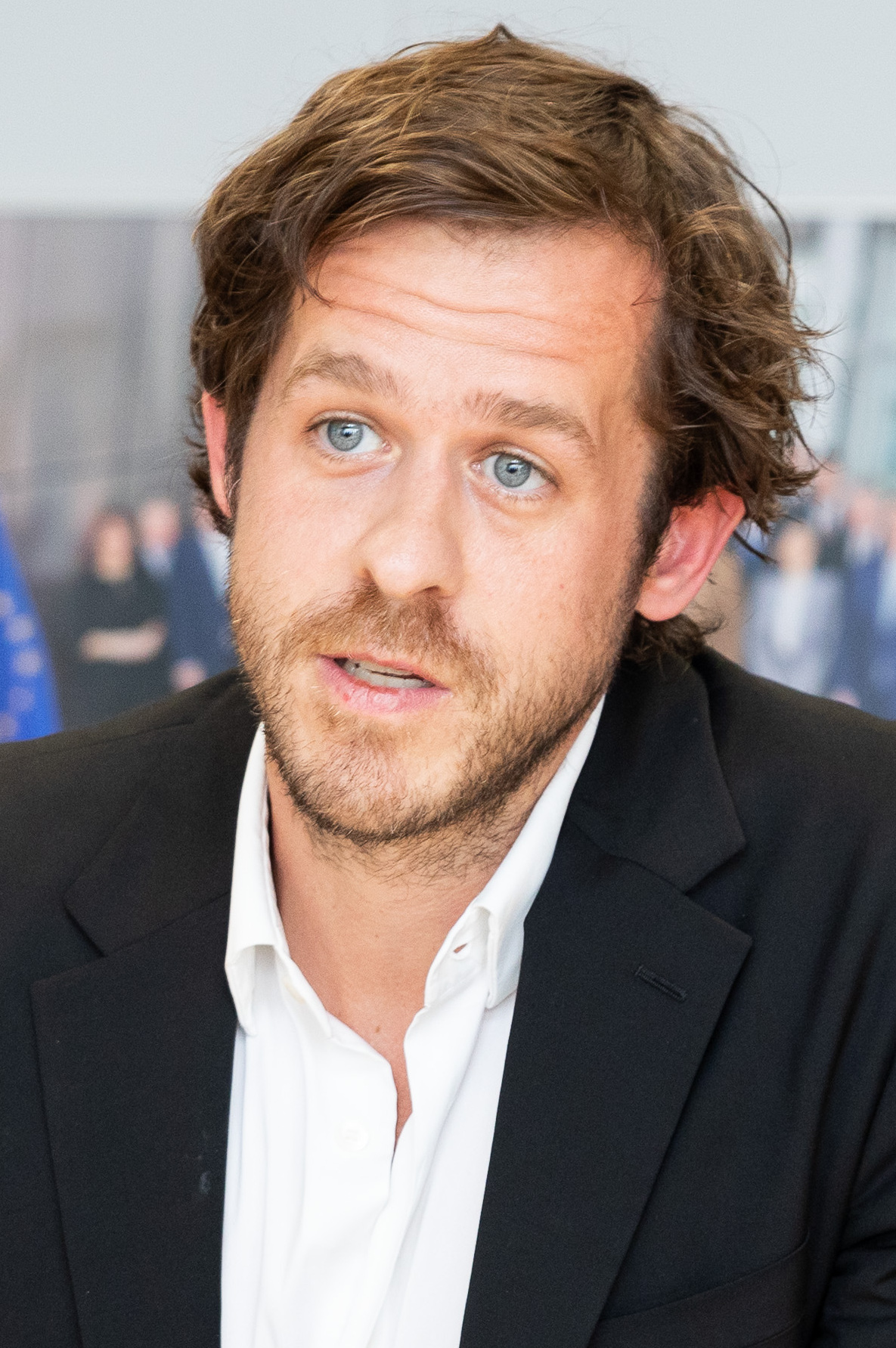
Robert Gentz

Zalando, initialement baptisée Ifansho, est une boutique en ligne de vêtements et de chaussures créée en 2008 par Robert Gentz et David Schneider. Elle prend le nom de Zalando, son site de vente de chaussures, en mai 2009. Les créateurs bénéficient du soutien des frères Samwer (de), importants investisseurs sur le marché du commerce en ligne. Inspiré de l’Américain Zappos, Zalando est à ses débuts spécialisés dans la vente en ligne de chaussures avant d’évoluer progressivement vers une offre mode plus large.
Le site se développe à l’international depuis 2009, lorsqu’il commence à livrer en Autriche. En décembre 2010, il se lance aux Pays-Bas et en France et l'année suivante au Royaume-Uni, en Italie et en Suisse. Enfin, en 2012, Zalando est lancé en Suède, en Belgique, au Danemark, en Finlande, en Norvège et en Espagne.
En 2015, Zalando a ouvert un magasin physique à Francfort. Ce magasin est temporaire, mais il permet à Zalando de fidéliser la clientèle. Ce magasin de 270 mètres carrés vend des articles de mode femmes et hommes. Seuls les consommateurs ayant une carte de fidélité du site marchand peuvent profiter de ce magasin.
Zalando annonce en août 2016 l'ouverture en janvier 2017 d'un site logistique en région parisienne dans le but de gagner en rapidité de livraison. En effet, la France est l'un des principaux marchés du géant de la mode en ligne.
En mars 2017, Zalando acquiert Kickz, une entreprise allemande gérant quinze magasins en Allemagne, spécialisée dans les chaussures de basket-ball, pour un montant inconnu.
En 2020, Zalando achète la start-up suisse Fision, avec son application d'essayage virtuel.
En décembre 2024, Zalando annonce avoir conclu un accord avec son concurrent About You (en) pour le racheter pour 1,1 milliard d'euros,.

## Activité
Pour se démarquer de ses concurrents comme Gebrüder Götz, l’expansion est non seulement géographique, mais aussi au niveau horizontal en proposant une offre plus large de produits.
Zalando propose un catalogue constitué de 150 000 produits et plus de 2 000 marques. On y trouve des marques très connues, telles qu’Adidas, Nike, Levi's, Desigual ou Mango, des marques exclusives telles que XXIV Carats Paris, Kiomi, Mint&Berry, Even&Odd ou Zign et des marques de luxe telles que Vivienne Westwood, Moschino, Versace ou Karl Lagarfeld. 

## Présence internationale
- 2008 : Lancement en Allemagne.
- 2009 : Zalando commence son expansion en élargissant la livraison à l’Autriche.
- 2010 : Lancement de filiales aux Pays-Bas et en France.
- 2011 : Lancement de Zalando au Royaume-Uni, en Italie, en Suisse, et d'un site propre à l’Autriche.
- 2012 : Lancement de Zalando en Suède, en Belgique, en Espagne, au Danemark, en Pologne et en Finlande.

## Données financières
Le groupe communique un chiffre d'affaires de 200 millions d’euros sur les six premiers mois de l'année 2011, mais accuse des pertes opérationnelles qui s’élèveraient à 20 millions d’euros. En 2022, sa marge d'exploitation est de 1,78 %. Ces pertes seraient, selon les déclarations du groupe, liées à l’importante expansion internationale qu'il a mise en place.
Le groupe a atteint le seuil de profitabilité en 2014. 
|                                                   | 2016  | 2017  | 2018  | 2019  | 2020  | 2021   | 2022   |
| ------------------------------------------------- | ----- | ----- | ----- | ----- | ----- | ------ | ------ |
| Chiffre d'affaires en millions d'euros hors taxes | 3 639 | 4 489 | 5 388 | 6 456 | 7 982 | 10 354 | 10 345 |
| Résultat d'exploitation en millions d'euros       | 265   | 274   | 260   | 417   | 420,8 | 468,4  | 184,6  |
| Résultat net en millions d'euros                  | 121   | 103   | 51,2  | 86,2  | 226,1 | 234,5  | 16,8   |

## Principaux actionnaires
Au 26 avril 2024:
| Anders Holch Povlsen                | 10,08 %  |
| Baillie Gifford & Co.               | 9.573 %  |
| AKO Capital LLP                     | 5.064 %  |
| The Vanguard Group, Inc.            | 4.987 %  |
| MSF International (UK) Ltd.         | 3.902 %  |
| Allianz Global Investors GmbH       | 2.977 %  |
| T. Rowe Price Associate, Inc.       | 2.934 %  |
| Generation Investment Managment LLP | 2.673 %  |
| ZALANDO SE                          | 1.728 %  |
| Generali PTE SA                     | 0.3525 % |

## Controverses

### Problèmes légaux

#### Atteinte à l'image
Le personnage principal d'un spot publicitaire télévisé est la parodie d'un soixante-huitard connu, Rainer Langhans. La référence n'a pas échappé au principal intéressé, qui a porté plainte pour atteinte à l'image, les producteurs ne l'ayant pas consulté avant de le parodier. Un accord a été trouvé avec M. Langhans.

#### Droit sur la marque
L'utilisation de la marque Zalando est remise en question par une société ayant un nom très proche, Calando, dont les activités se chevauchent partiellement. Un accord a été trouvé avec l'entreprise qui a été rachetée par Zalando en 2011.

### Conditions de travail
Le 17 avril 2014, un reportage dénonce les conditions de travail des employés de Zalando en Allemagne, dans un de ses centres de logistique : « journées harassantes, temps de repos réduits au minimum, énorme pression de rendement ».